# Cinnamomum septentrionale
Cinnamomum septentrionale Hand.-Mazz. – gatunek rośliny z rodziny wawrzynowatych (Lauraceae Juss.). Występuje naturalnie w środkowych Chinach – w zachodniej części Syczuanu, południowej części Shaanxi oraz w południowym Gansu. 

## Morfologia
PokrójZimozielone drzewo dorastające do 25 m wysokości. Kora ma szarawą barwę. Gałęzie są szorstkie.
LiścieNaprzemianległe. Mają kształt od eliptycznego do eliptycznie lancetowatego. Mierzą 10–15 cm długości oraz 5–7 cm szerokości. Są mniej lub bardziej skórzaste. Nasada liścia jest klinowa. Blaszka liściowa jest o krótko spiczastym wierzchołku. Ogonek liściowy jest nagi i dorasta do 20–30 mm długości.
KwiatySą niepozorne, obupłciowe, zebrane w gęste i rozgałęzione wiechy, rozwijają się w kątach pędów lub na ich szczytach. Kwiatostany dorastają do 15 cm długości.
OwoceMają kulisty kształt, osiągają 8–10 mm średnicy, są nagie.

## Biologia i ekologia
Rośnie w lasach. Występuje na wysokości od 600 do 1000 m n.p.m. Kwitnie od maja do czerwca, natomiast owoce dojrzewają od lipca do września.